# Егондіньє
Егондіньє (фр. Aigondigné) — муніципалітет у Франції, у регіоні Нова Аквітанія, департамент Де-Севр. Егондіньє утворено 1 січня 2019 року шляхом злиття муніципалітетів Еґонне, Мугон-Ториньє i Сент-Бландін. Адміністративним центром муніципалітету є Мугон. Населення — 4660 осіб (01.01.2021).